# Bézenet
Bézenet é uma comuna francesa na região administrativa de Auvérnia-Ródano-Alpes, no departamento Allier. Estende-se por uma área de 9,91 km². Em 2010 a comuna tinha 961 habitantes (densidade: 97 hab./km²).